# SIS315
SiS315 由台灣半導體廠商矽統科技（SiS）設計，于2000年发布。由于其在相对低廉的价格下提供不错的3D加速性能，并具备较优秀的视频回放效果，亦取得少量的市场销量。随後，SiS 將此核心技術整合至 SiS 650 整合型晶元組，而代号則変為 Mirage 1。而 SiS 661FX 亦整合此图形核心技術。
SIS315 採用第二代貼圖技術，每秒可以產生四百萬個三角形、一億個繪圖點的填充率。而且其百分之百的硬件加速功能，在處理 3D 影像時，效果相當不錯。此外 SiS305 還特別設計一個最佳化的 3D PIPELINE 結構，以減少在貼圖讀寫時的額外負擔。

## 技術
- 核心：
  - 0.15微米製程
  - 核心時脈：166MHz
  - RAMDAC：375MHz
  - 記憶體介面：128bit SDRAM/SGRAM/DDR SDRAM，最大可支持128MB
  - 封裝方式：365pin PBGA封裝
  - 3D繪圖引擎：256bit
  - 硬體 T&L 引擎
  - OpenGL ICD
  - DirectX 7.0
  - 支援 AGP 2.0 规范

- 記憶體：
  - 記憶體時脈：166MHz

### 特色
- 支援3D立體眼鏡
- 优秀的视频回放效果

## 優点
- 效能尚可
- 便宜

## 缺点
- 驅动程序不完善

## 对手
- nVidia GeForce2 MX200